# Donji Furjan
 Donji Furjan  falu Horvátországban, Károlyváros megyében. Közigazgatásilag Szluinhoz tartozik.

## Fekvése
Károlyvárostól 48 km-re délre, községközpontjától 10 km-re délkeletre, a Kordun területén fekszik.

## Története
A falunak 1857-ben 479, 1910-ben 368 lakosa volt. Trianonig Modrus-Fiume vármegye Szluini járásához tartozott. 
2011-ben 60 lakosa volt.

## Lakosság
| Lakosság változása | Lakosság változása | Lakosság változása | Lakosság változása | Lakosság változása | Lakosság változása | Lakosság változása | Lakosság változása | Lakosság változása | Lakosság változása | Lakosság változása | Lakosság változása | Lakosság változása | Lakosság változása | Lakosság változása | Lakosság változása |
| ------------------ | ------------------ | ------------------ | ------------------ | ------------------ | ------------------ | ------------------ | ------------------ | ------------------ | ------------------ | ------------------ | ------------------ | ------------------ | ------------------ | ------------------ | ------------------ |
| 1857               | 1869               | 1880               | 1890               | 1900               | 1910               | 1921               | 1931               | 1948               | 1953               | 1961               | 1971               | 1981               | 1991               | 2001               | 2011               |
| 479                | 493                | 417                | 527                | 617                | 368                | 509                | 751                | 564                | 550                | 505                | 459                | 748                | 470                | 117                | 60                 |